# Lockhartia oerstedii
Lockhartia oerstedii är en orkidéart som beskrevs av Heinrich Gustav Reichenbach. Lockhartia oerstedii ingår i släktet Lockhartia och familjen orkidéer. Inga underarter finns listade i Catalogue of Life.

## Bildgalleri

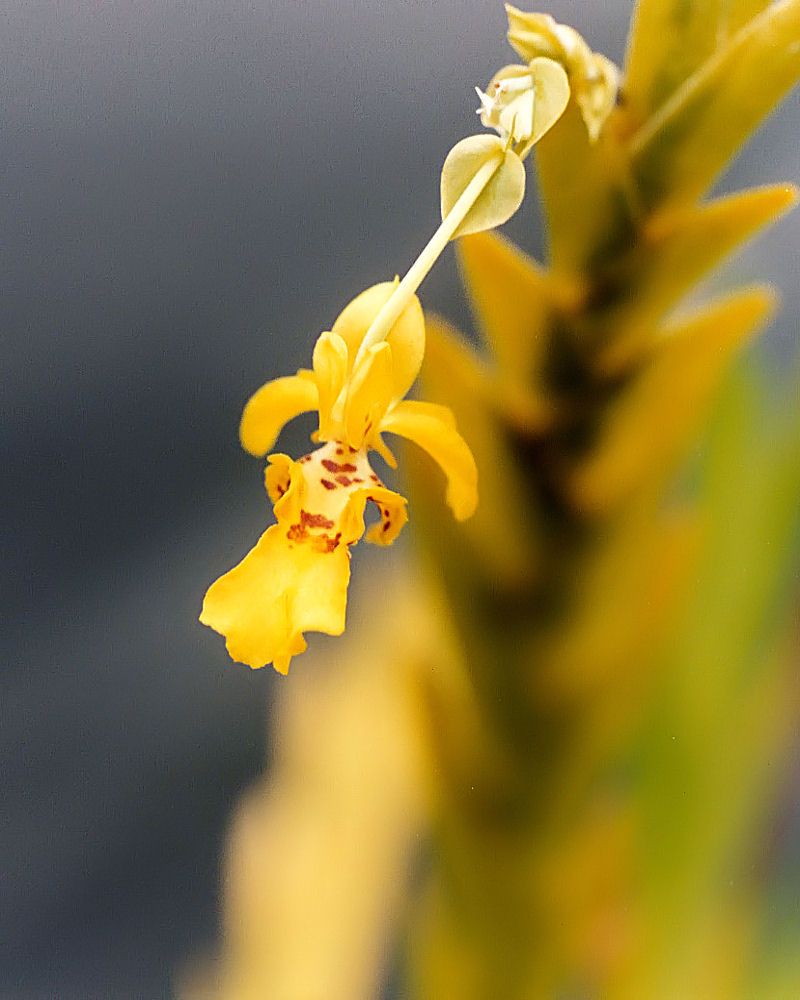
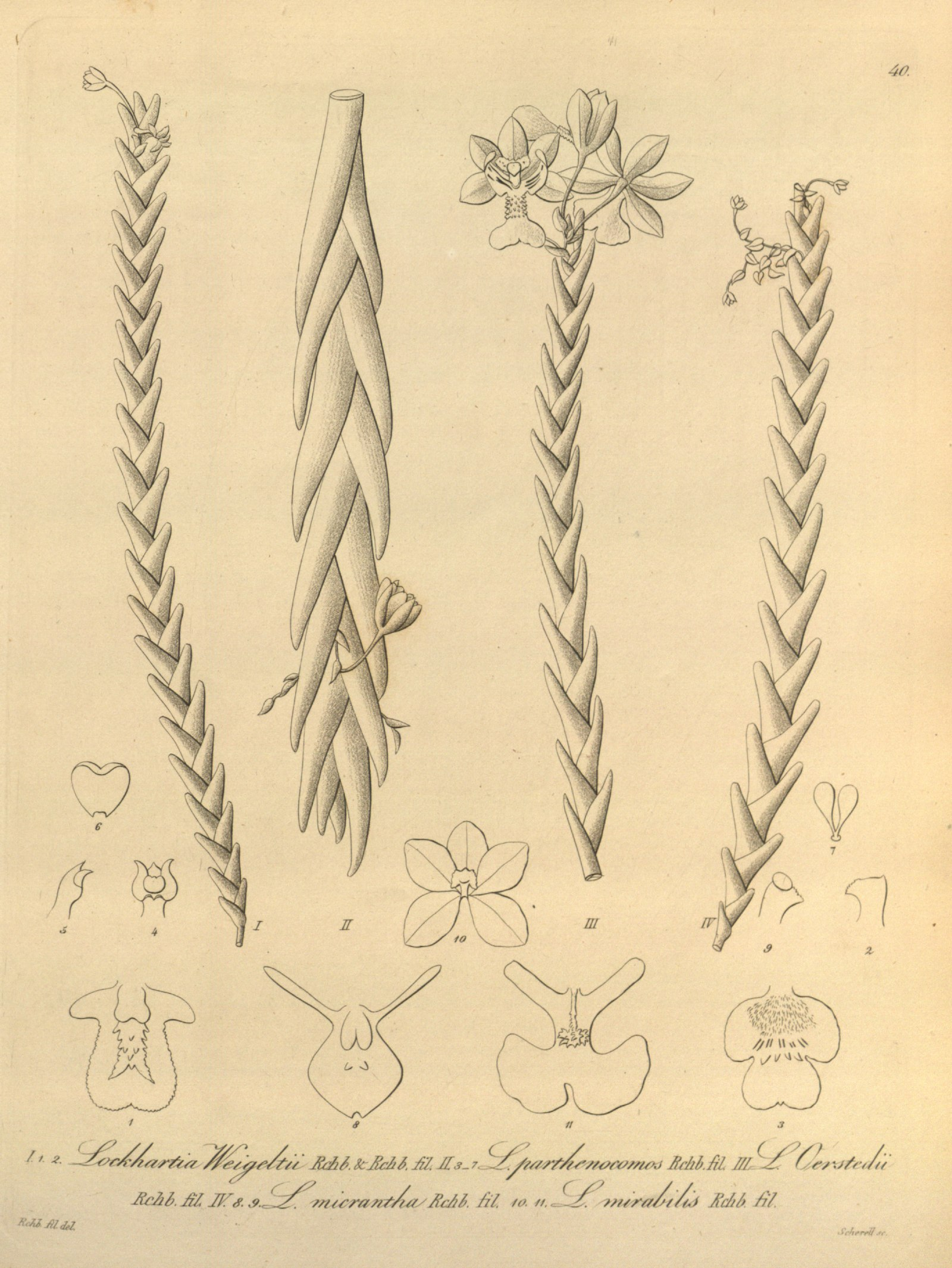
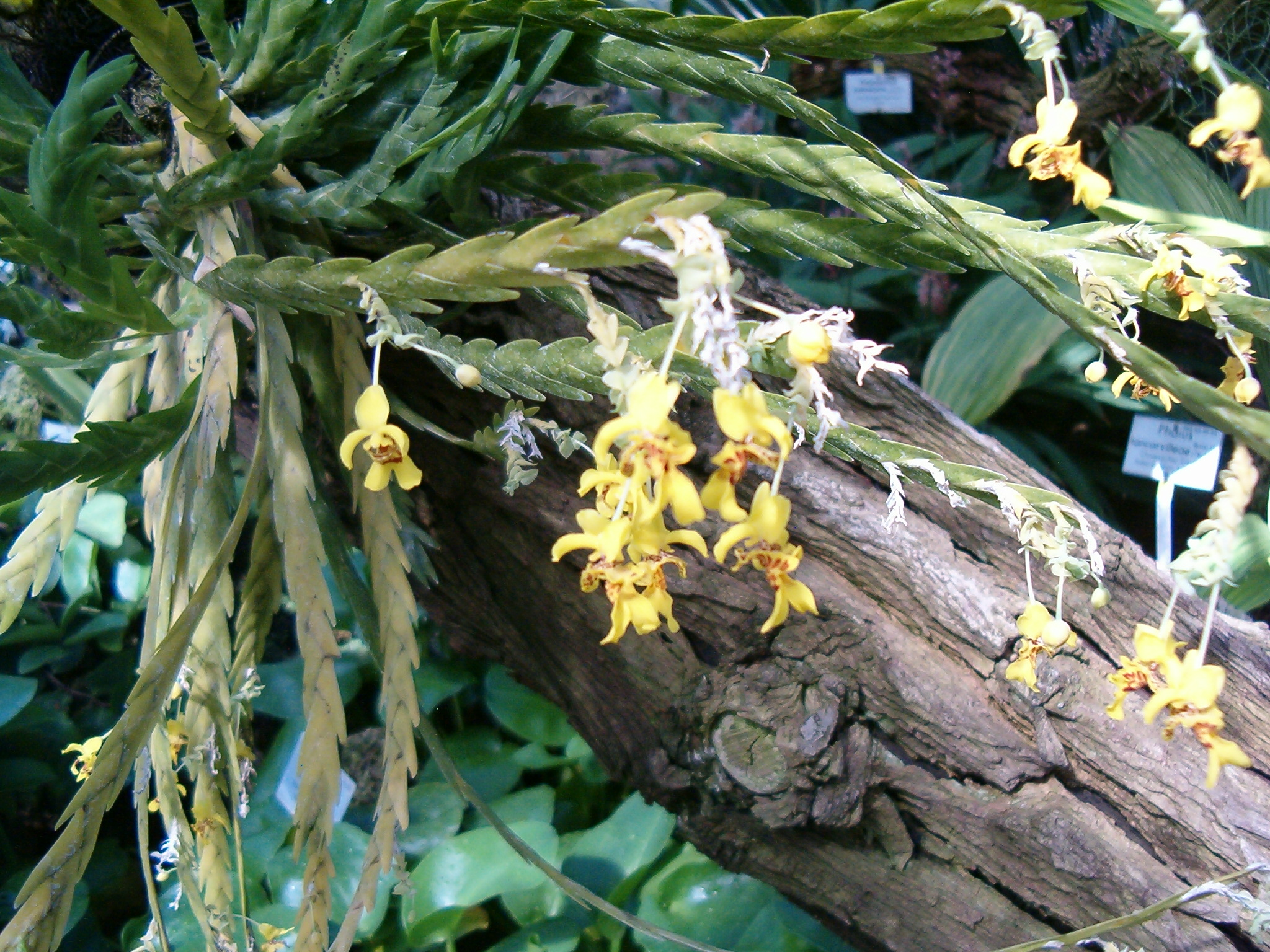
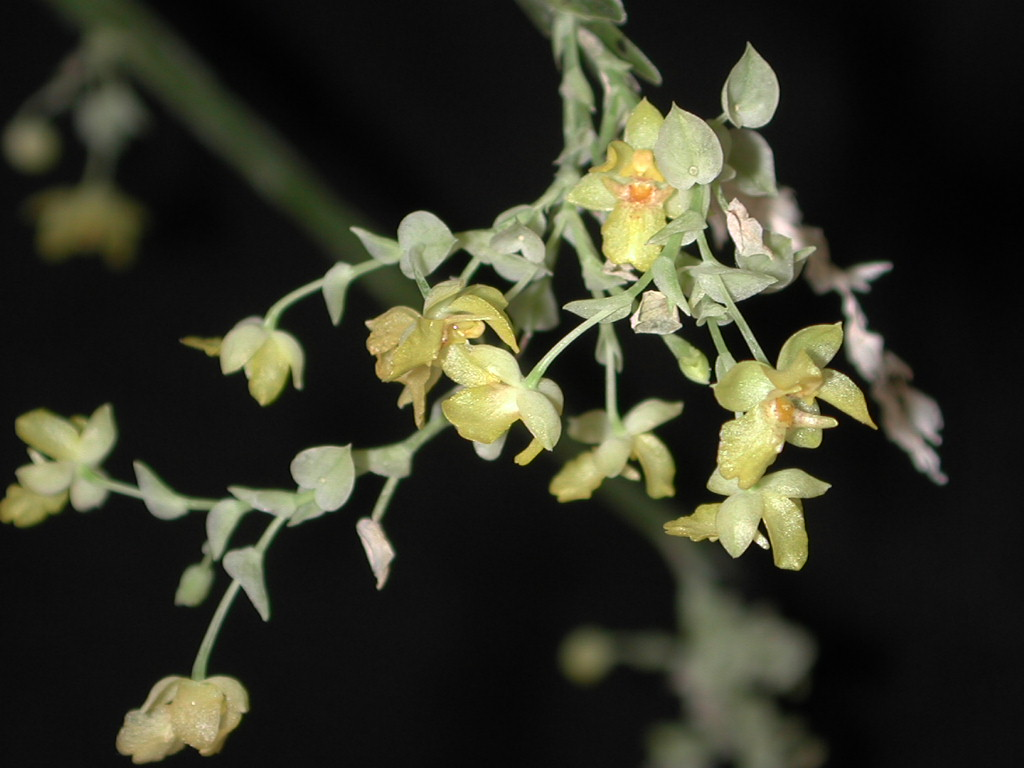
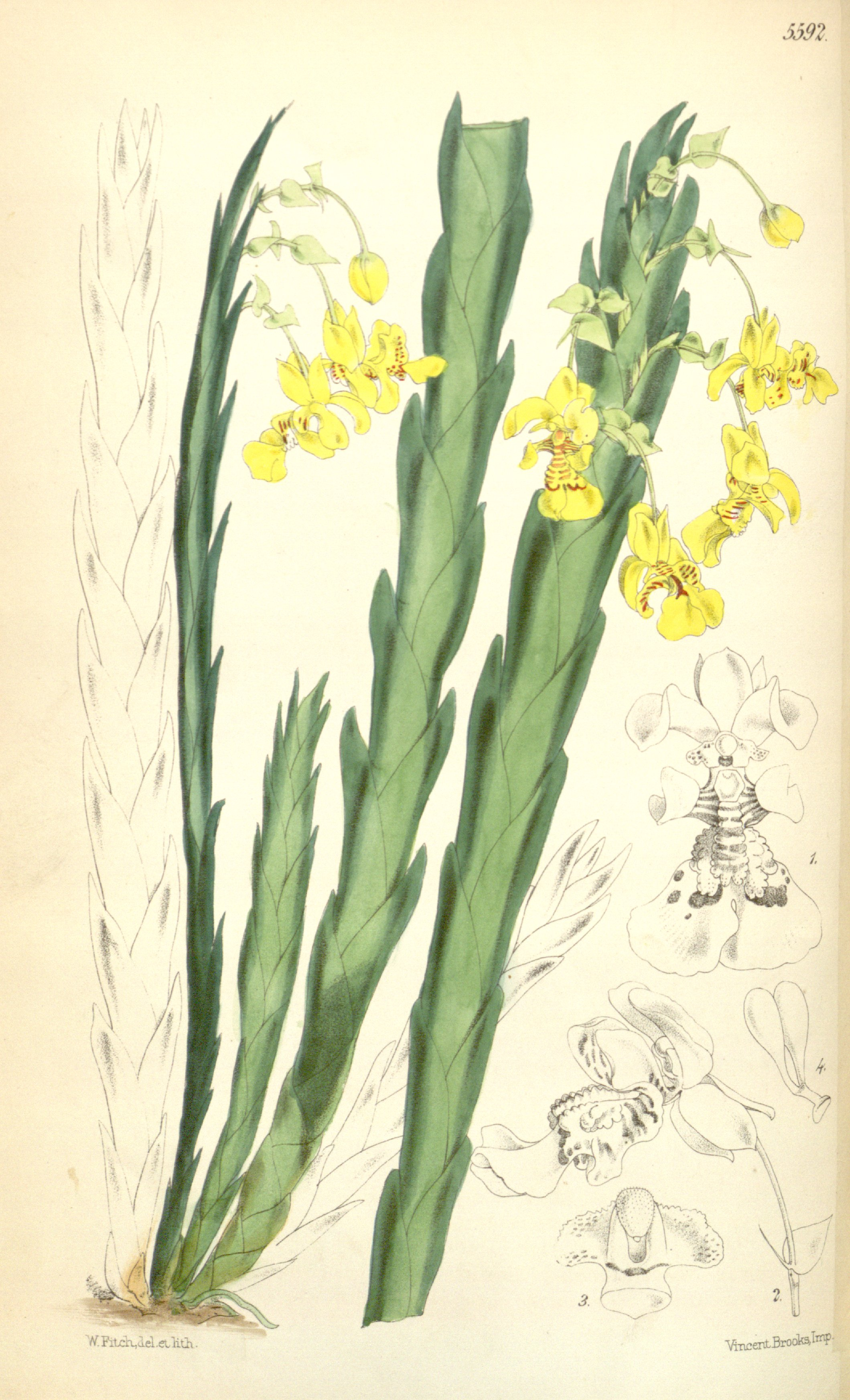
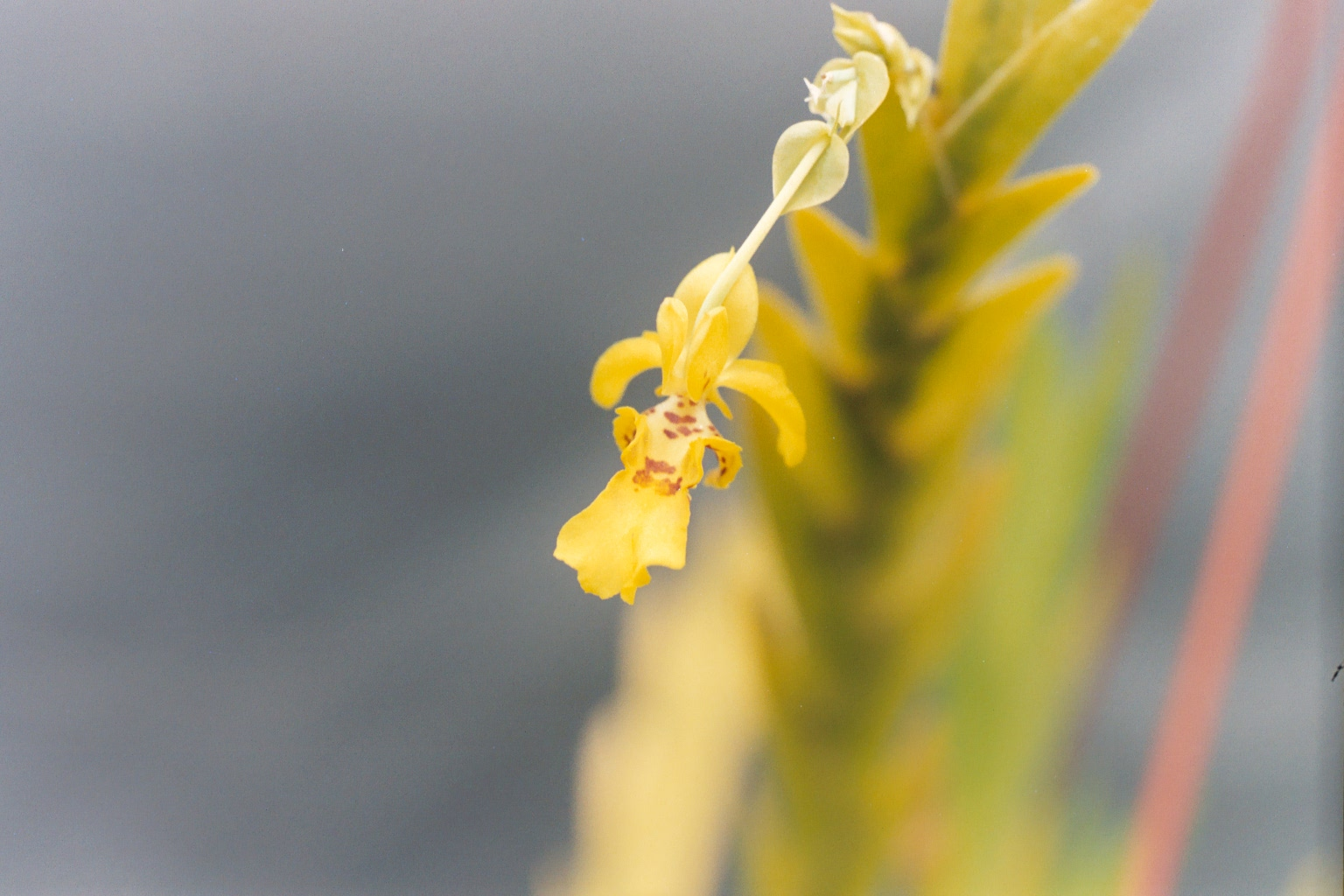